# Georges Haddad
Georges Haddad (* 14. März 1924 in Beit Chabad im Libanon; † 31. Dezember 1985) war Erzbischof der Melkitischen Griechischen-Kirche von Tyros im Libanon.

## Leben

### Priester
Am 26. Juni 1948 wurde er zum Priester geweiht. Während seiner Priesterzeit war Haddad der erste Archimandrit der melkitischen Kirche in Brasilien, er war dort Mitgründer einer Kirchengemeinde in Rio de Janeiro, die später dem Ordinariat für die byzantinischen Gläubigen in Brasilien angegliedert wurde.

### Erzbischof
Mit der Ernennung zum Erzbischof von Tyros wurde er Nachfolger von Erzbischof Agapios Salomon Naoum. Der Patriarch von Antiochien Erzbischof Maximos IV. Sayegh spendete ihm am 30. Juli 1965 die Bischofsweihe. Ihm zur Seite standen die Mitkonsekratoren Erzbischof Basile Khoury BS von Sidon im Libanon und Erzbischof Mikhayl Assaf von Petra und Philadelphia in Jordanien. 1965 war er Teilnehmer an der letzten Sitzungsperiode des Zweiten Vatikanischen Konzils.
Während seiner Amtszeit war Haddad Mitkonsekrator bei:
- Erzbischof Boutros Raï BA, Weihbischof in Antiochien und Titularerzbischof von Edessa in Osrhoëne dei Greco-Melkiti,
- Erzbischof Maximos Salloum von Akka in Israel,
- Bischof Michel Hakim BS von Sidon in Libanon,
- Bischof Spiridon Mattar von São Paulo in Brasilien.

Nach seinem Tod am 31. Dezember 1985 wurde Jean Assaad Haddad sein Nachfolger.

### „Der Held von Tyros“
Am 7. Juni 1982 war die Stadt Tyros durch einen israelischen Panzerangriff bedroht. Tyros galt als Hochburg des PLO-Widerstandes. In einem mutigen Alleingang stellte sich Erzbischof Georges Haddad der israelischen Militärkolonne entgegen und drang auf Verhandlungen. Ihm gelang es, eine Angriffsverzögerung zu erwirken, so dass bei den Kämpfen keine Zivilpersonen getötet oder verletzt wurden. Und so berichteten die Medien:

„Da wurde ein Mann in weißer Kutte sichtbar, Metropolit Georges Haddad. Die Menge, meist Moslems, bildete Spalier und rief dem verwirrten Christen-Hirten entgegen: ‚Es lebe unser Vater, unser Erzbischof.‘ Der redete nun ein zweitesmal auf einen israelischen Oberst ein. Dann gaben israelische Lautsprecherwagen bekannt: ‚Ihr dürft alle nach Hause gehen, eurem Metropoliten zuliebe.‘ Auf den Schultern seiner Mitbürger kehrte Georges Haddad in sein unversehrt gebliebenes Erzbistum zurück. Im Hof, vor phönizischen Säulenfragmenten, fiel er auf die Knie und betete. Christen wie Moslems stimmten ein.“